# Francisco de Paula Santander

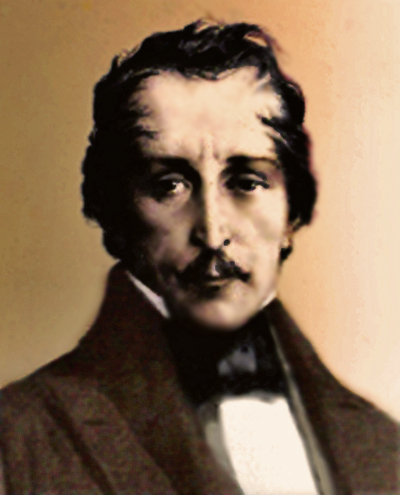
Francisco de Paula Santander

Francisco José de Paula Santander y Omaña (Villa del Rosaria, 2 april 1792 - Bogota, 6 mei 1840) was een Zuid-Amerikaans militair en politieke figuur, en is een nationale held van Colombia. Hij was een van de leiders van de patriottische strijdkrachten in de Spaans-Amerikaanse onafhankelijkheidsoorlogen en vanaf 1819 opperbevelhebber van het patriottische leger.

## Biografie
Francisco Santander werd in 1792 geboren in Villa del Rosaria, (Onderkoninkrijk Nieuw-Granada); zijn ouders waren Juan Augustin Santander y Colmenares en Manuela Antonina de Omaña y Rodriguez. In 1805 verhuisde hij naar Santa Fe de Bogotá om rechten te studeren.
Tijdens de revolutionaire gebeurtenissen van 1810 trad hij toe tot het leger. Hij was een uitgesproken federalist. Tijdens de oorlog tussen de centralisten en de federalisten onder leiding van Antonio Baraya vocht hij tegen Antonio Nariño; in 1812 werd hij bevorderd tot kolonel. Toen Nieuw-Granada door de Spanjaarden werd heroverd vluchtte Santander naar de Venezolaanse grens en sloot zich aan bij Simon Bolivar.
In 1819 leidde Santander de voorhoede van de troepen van Bolivar in Nieuw-Granada. Tijdens het congres in Cucuta van 1821 werd hij gekozen tot vicepresident van Groot-Colombia en werd hij de feitelijke leider van het land nadat Bolivar terugkeerde naar Venezuela. Hij gebruikte deze positie om zijn federalistische ideeën te bevorderen. Het verschil in visie tussen Santander en Bolívar leidde tot spanningen, vooral toen Bolívar probeerde een sterk gecentraliseerd bewind op te leggen na de onafhankelijkheid. 
Toen een opstand in Venezuela onder leiding van José Antonio Páez in 1826 plaatsvond, waren Santander en Bolivar het oneens over de onderdrukking; Santander vond dat de rebellen moesten worden gestraft, maar Bolivar keerde terug uit Peru, kondigde amnestie aan en benoemde Paez tot de opperbevelhebber in Venezuela.
In 1828, op het Constitutionele congres in Ocaña, was er een openlijke splitsing tussen de aanhangers van Bolivar en die van Santander over de toekomstige landsstructuur, centralistisch of federalistisch. Bolivar verklaarde zichzelf dictator en schafte de post van vice-president af.
Op 25 september 1828 werd een poging gedaan om Bolivar te doden. Santander werd gearresteerd, beschuldigd van het organiseren van deze aanslag en ter dood veroordeeld, maar vervolgens werd hem amnestie verleend door Bolivar en werd hij uit het land verdreven. Santander bracht veel tijd door in Europa waar hij de Verlichting bestudeerde.
Na de dood van Bolivar en de ineenstorting van Groot-Colombia werd Santander in de Republiek Nieuw-Granada een leider van de liberale factie. Hij werd gezien als de vader van de liberale beweging en verdedigde burgerrechten, constitutionele regeringen en regionale autonomie.
Na zijn ambtstermijn als president bleef hij tot aan zijn dood een belangrijke en invloedrijke politieke figuur. Zijn ideologie wordt beschouwd als de basis voor de Colombiaanse Liberale Partij die acht jaar na zijn dood werd opgericht.
Santander’s federalistische ideeën bleven een invloedrijke kracht in de Colombiaanse politiek en stonden lijnrecht tegenover de centralistische opvattingen van Bolívar en zijn aanhangers.
- Bibsys: 3113546
- Biblioteca Nacional de España: XX1026055
- Bibliothèque nationale de France: cb120598287 (data)
- Catàleg d'autoritats de noms i títols de Catalunya: 981058530188906706
- CiNii: DA05651888
- Gemeinsame Normdatei: 118794493
- International Standard Name Identifier: 0000 0000 8395 2365
- Library of Congress Control Number: n82118531
- Nationale bibliotheek van Australië: 35073944
- Nationale Bibliotheek van Israël: 987007596707105171
- Nederlandse Thesaurus van Auteursnamen: 071910964
- LIBRIS: 174542
- SNAC: w6dg7f7j
- Système universitaire de documentation: 028847652
- Trove: 818744
- Virtual International Authority File: 76337954
- WorldCat: E39PBJp9vmtJCYYRxpMFT9PG73